# Guarinisuchus
Guarinisuchus is een geslacht van uitgestorven mariene crocodyliformen uit het Vroeg-Paleoceen, 62 miljoen jaar geleden, uit de Maria Farinha-formatie in Brazilië.
De typesoort Guarinisuchus munizi werd in 2008 benoemd door Barbosa, Alexander Kellner en Viana. De geslachtsnaam is afgeleid van het Toepi guarani, 'krijger'. De soortaanduiding eert paleontoloog Geraldo da Costa Barros Muniz, een pionier in het onderzoek naar het vondstgebied, de Poty-vindplaats in de regio Paulista.
Het holotype is DG-CTG-UFPE 5723, een skelet met schedel. Een tiental losse botten is toegewezen aan een Guarinisuchus cf. munizi.
Hij was een dominant roofdier in zijn habitat, en bereikte waarschijnlijk een lengte van drie meter. 
Guarinisuchus lijkt een lid te zijn van de Dyrosauridae, mariene krokodillen die in Afrika zijn gevonden, wat de hypothese ondersteunt dat de groep in Afrika is ontstaan en naar Zuid-Amerika is gemigreerd voordat het zich in de wateren voor de Noord-Amerikaanse kust verspreidde. Het geslacht wordt ook wel onder Hyposaurus geschaard.